# Национализм в первой Латвийской республике
Национализм в Латвийской республике, зародившийся в начале 1920-х годов, проявлялся также во время Второй мировой войны, в эмигрантских организациях и получил продолжение в современной политической жизни и общественном пространстве. Главным лозунгом пронацистских движений был «Латвия для латышей», а идейной почвой — стремление части радикально настроенных граждан в собственном национальном государстве взять реванш по отношению к былым «господствующим» классам, социальным и национальным группам. Это сближает данное общественное явление с фашизмом, согласно определению английского исследователя Роджера Гриффина, трактовавшего фашизм как «мифическое ядро» «популистского ультранационализма», вдохновлённого идеей перерождения нации, расы или культуры и созданием «нового человека». Он также определял фашизм как «палингенетический ультранационализм», предполагающий, что в своём мифологическом ядре фашистская идеология нацелена не на возрождение нации (как другие националистически-популистские идеологии), а на её «сотворение заново».

## Зарождение
Первая организация ультранационалистического, нацистского толка появилась в Латвии в 1920 году: Латышский национальный клуб (Latvju nacionālais klubs). В том же году была основана радикально-националистическая молодёжная организация: Национальный молодёжный союз латышей (Latviešu nacionālā jaunatnes savienība). Эта организация привлекала в свои ряды «фронтовое поколение» — молодёжь, участвовавшую в Боях за независимость и желавшую вознаграждения за свои жертвы через лидирующую роль в государстве. Среди лидеров были Индрикис Поне, Янис Штельмахер и Густавс Целминьш — двое последних создали свои национал-социалистические партии в начале 1930-х годов. Уже в самом начале Штельмахер выражал антисемитские взгляды — недовольство тем, что евреи занимают места в Латвийском университете. В 1921 году Студенческий совет предложил брать со студентов-евреев повышенную плату за обучение, так как пропорционально в университете их больше, чем в составе населения. Ректор Эрнест Фельсберг назвал это требование трудновыполнимым: среди 554 студентов-евреев (16%, в составе населения евреев около 5%) 92 — иностранцы, которые и так вносят тройную плату. 189 вписываются в пропорцию, остаётся 273, но как среди них выделить тех, которым следовало бы платить больше остальных, непонятно.
В начале 1922 года молодёжный союз уже превратился в сплочённую организацию и попробовал свои силы, атаковав первомайскую демонстрацию социал-демократов в Риге. Это привлекло внимание и обеспечило новый приток молодёжи в организацию. В свою очередь, Латышский национальный клуб попробовал расширить ряды, ища поддержки у университетских студентов.
В следующие два года Клуб взял на себя роль объединителя всех правых радикалов в Латвии, пропагандируя радикальный национализм, направленный против марксистов и национальных меньшинств. Те и другие считались препятствием для создания латышского национального государства. Особенно подчёркивалась вражеская роль евреев: одной из первых секций Клуба стала «Секция по борьбе с влиянием жидов» (Žīdu iespaida apkaŗošanas sekcija), целью которой было мобилизовать латвийское общество против вредного влияния евреев на культурную, политическую и особенно экономическую жизнь страны.
Получив симпатии во всей стране, в том числе в среде военных и политиков, Клуб оставался преимущественно организацией, сконцентрированной вокруг университета, продвигая антисемитские взгляды в студенческом совете и руководстве вуза. Попытка коммунистического переворота в Таллине 1 декабря 1924 года способствовала быстрой эскалации использования силы против оппонентов Клуба. После двух взрывов бомб, направленных против печатной прессы Социал-демократической партии, и смертельно опасной конфронтации с парламентским крылом этой партии власти приняли решение закрыть Клуб 18 февраля 1925 года. Официальным поводом к закрытию было убийство молодого еврейского рабочего Александра Масакса в феврале 1925 года во время нападения боевиков Клуба.
Однако уже в марте организация возродилась как Клуб латышских националистов (Latvju nacionālistu klubs), однако прежней организационной силы так и не обрела, оставаясь тем не менее влиятельной в идейном плане как первая националистическая организация, продвигающая фашистские идеи. Её громким публичным актом была телеграмма с поздравлениями Муссолини. Работа Клуба дала пример единства крайне правых, последователями которых стали многочисленные латышские радикально-националистические организации. В организационном плане Клуб создал прецедент для повторения, а также символику и политическую униформу — серые рубашки.

## Идеология

### Расизм
Размышляя о соответствии нацистской идеологии в Латвии национал-социалистическому либо просто ультранационалистическому образцу (с элементом антисемитизма), исследователь Уппсальского университета Мэтью Котт (Matthew Kott) цитирует Ю.Плакиса. «Только поддерживая нашу расу в чистоте, защищая и поддерживая черты и традиции нашего народа, латыши могут сохраниться как народ», — утверждает профессор, комментируя негативное влияние на Латвию «секретных организаций, контролируемых евреями». В свою очередь, лидер «Перконкрустса» Г.Целминьш признавал, что в современную ему эпоху «чистых латышей» не существует, однако настаивал, что их появление возможно в будущем, если нация будет тщательно очищена от иностранных элементов. Ведь её будущее зависит от успеха этого длительного и сложного процесса, к чему нужно стремиться «широко, систематически (plaši, sistemātiski)».
В 1932-33 годах приверженцы фашизма и нацизма из организаций «Угунскрустс» (после её запрета «Перконкрустс») принимали активное участие в обсуждении стерилизационного законодательства, высказываясь за необходимость защитить с помощью евгеники «нашу расу» [savu rasi] и в то же время не давать размножаться не только физически или умственно отсталым людям, но также преступникам и «евреям, неграм, монголам и другим подобным лицам». Лидерами в продвижении евгенических концепций организации были психиатры Э. Планис и Херманис Салтупс.

### Антисемитизм
Антисемитские выступления в Латвии начались в конце XIX века.
В получившей независимость Латвии Латышский национальный клуб поставил целью полное вытеснение евреев из экономической, политической и культурной жизни страны, под лозунгом Visu Latvijai! («Всё — для Латвии!»).
Одним из центров антисемитизма был Латвийский университет, где 1 декабря 1922 года группа латышских студентов с криками «Все жиды вон!», напала на однокашников-евреев. Стычки продолжились на улицах города ещё в течение двух недель.
Деятельность Латышского национального клуба была официально запрещена спустя два года, когда в феврале 1925 года в ходе потасовки, затеянной боевиками клуба был застрелен 19-летний рабочий, еврей Александр Масакс.
Мэтью Котт опровергает тезис латвийского историка Улдиса Креслиньша, который относил к нацистам только основателя Объединённой латвийской национал-социалистической партии Яниса Штельмахера, а не Целминьша, чей национализм для Креслиньша является «скорее выражением исторического, религиозного или морально-этического» аспекта. Креслиньш также считал антисемитский дискурс «Перконкурстса» больше символическим или абстрактным, однако в статье 1933 года «Кто такие латыши Перконкруста» ясно выражен тезис о борьбе между еврейской расой и её противниками (арийцами) за выживание. Газета «Перконкрустс» пугала читателей еврейским заговором, который в результате развязанного следующего глобального конфликта повлечёт «убийство 15 миллионов арийцев, а тех, кто избежит убийства, ждёт большевизация, то есть рабство».
Из-за роли, которую впоследствии сыграли перконкрустовцы во время Холокоста, историки спорили, был ли латышский нацизм изначально ориентирован на геноцид. Андриевс Эзергайлис в своей монографии «Холокост в Латвии» упомянул статью Целминьша, в которой говорится: «Мы никогда, никогда не подстрекаем к насилию против чужих народов (sveštautiešu graušana). Мы только хотим поставить их на своё место в нашей стране». Латвия без нелатышей будет достигнута: не «физическим уничтожением», как «евреи делают с русскими» в Советской России: поскольку ненависть только по этническому признаку чужеродна для «Перконкруста». Тем не менее существует множество разных способов достижения одной и той же цели. «Постепенно и в соответствии с конкретным планом мы лишим нелатышей их политических прав и возможностей для существования (eksistences iespējamības)», — заключает Целминьш.
Из своего финского изгнания в ноябре 1938 года Целминьш уже откровенно писал своим последователям в Латвии: «Европа и весь мир — накануне великой и глубокой реорганизации, начала новой эры. … Судьба евреев в Европе решится окончательно и радикально — после укрепления новой эпохи в странах Европы не останется ни одного еврея».

### Арийское происхождение
Ультранационалистическая пресса идентифицировала древних предков латышей, балтийских племён, с первобытными арийцами, особенно в контексте дискуссий о неоязыческой религии Эрнеста Брастиньша, «Богопочитание» (Dievturība). Брастыньш утверждал, что латыши являются прямыми потомками ариев в языке и религиозном мировоззрении, а посему на них лежит божественная миссия «обновить арийскую латышскую религию» (atjaunot āriski latvisko reliģiju) и утвердить её в арийской Европе. Балтийско-арийская связь обусловливает уникальный латышский характер и роль, которую латыши сыграют, их место в будущем. «Что вы делали, пока остальные арийские народы боролись за свои права первородства на планете?» — взывала газета «Перконкрустс» в январе 1934 года.
Внутренне расовое мировоззрение ультранационалистических сил Латвии является прямым подтверждением их национал-социалистического расизма. В центре этой концепции стоял латышский пахарь, работающий на священной земле, пропитанной кровью и потом предков. В официальной идеологии «Перконкрустса» это проявилось курсом на сохранение сельскохозяйственной экономики, с ограничением индустриализации.

### Национальное превосходство
Целью «Перконкрустса» было национальное возрождение национал-социалистического типа, считает М. Котт. «Латышская нация — это наша вера, граница нашего понимания расы», — поэтому латгальцы, которые в течение нескольких поколений записывались поляками или белорусами, должны вернуться в лоно нации. Это стало частью кампании по восстановлению позиций латышского языка,  но первый указ республики Исколата как раз был о переходе на латышский язык во всех учреждениях и учебных заведениях. В латышской Латвии вопрос меньшинств не будет существовать (nemaz nebūs).
Основными мишенями для латышских нацистов стали балтийские немцы и евреи: первые как потомки тевтонских рыцарей представляли собой исторических врагов латышских национальных устремлений, а вторые — силы дегенеративного модернизма. Касательно остальных «нелатышей» идеолог латышского нацизма Густав Целминьш говорил, что у поляков и русских есть своя родина, поэтому они должны покинуть территорию Латвии, однако делал исключение для эстонцев и литовцев. Политический, экономический и военный союз с балтийскими соседями должен был стать основой внешней политики латышской Латвии. Во время Второй мировой войны Целминьш расширил эту концепцию за счёт Финляндии и Швеции, с целью создания скандинавско-балтийского блока.
Вопреки утверждению Креслиньша о том, что перконкрустовцы не выделялись радикальным национализмом в межвоенный период, в их партийной газете есть ряд статей, в которых цыган называли враждебными иностранными элементами, обычно в увязке этого тезиса также с евреями. Цыган стереотипно показывали как обманщиков, воров и паразитов.
Широкий резонанс получило происшествие на заседании академического Сената Латвийского университета в 1929 году, когда латышский преподаватель Линдеманис отказал в месте на скамье профессору Центнершверу, заявив, что не будет сидеть рядом с жидом. Профессор Центнершвер покинул заседание сената, уволился из ЛУ и переехал в Варшаву, где получил должность профессора Варшавского университета и стал членом Краковской академии наук. Впоследствии он погиб в Варшаве в 1944 году.

## Фашистские движения 1930-х годов

### Угунскрустс
Густав Целминьш искал способы увеличить свою роль в государственной политике, присоединившись к «Национальному объединению» (Nacionālā apvienība) во главе с Арведом Бергсом, основоположником латвийского национального консерватизма и «интеллектуального» антисемитизма. Несмотря на быстрый рост популярности этой силы, Целминьш понимал, что Бергсу не хватает радикализма.
Инициативу вновь объединить членов LNK проявил член студенческой корпорации «Селония» (Selonija) Янис Гребле.
После выборов IV Сейма, на которых Бергс не смог получить депутатского мандата, Целминьш решил взяться за дело сам и создать собственную организацию. 5 ноября 1931 года состоялось первое собрание организации, получившей название «Угунскрустс» («Огненный крест», так называется латышский символ свастики). Собрание организовал Янис Гребле с целью объединить бывших членов Латышского национального клуба. На собрании было решено создать организацию «Объединение латышского народа» (Latviešu Tautas Apvienība). По предложению Густава Целминьша к этому наименованию присоединили слово «Угунскрустс». Устав общественной организации был зарегистрирован Рижским окружным судом 19 января 1932 года. Группа объединила молодых людей различных националистических течений: бывших членов Латышского национального клуба и Национального молодёжного союза латышей, студенческие корпорации, Национальное объединение и газету Берга Latvis (Латыш); "клуб спортивной и морально-физической подготовки «Страж отечества» (Tēvijas sargs) во главе с профессором балтской лингвистики Юрисом Плакисом. Преемственность с Латышским национальным клубом подчёркивала униформа: серые рубашки.
24 января в Рижском Доме латышского общества состоялось учредительное собрание с участием 69 человек, на котором было сформировано правление во главе с Г.Целминьшем.
В первые месяцы работы «Угунскрустса» количество его членов не превышало 200. Летом организация начала формировать ударные Т-группы (от латышского trauksmes grupa, «группа тревоги»), обосновывая это необходимостью защищать мероприятия от нападений левых сил. «Угунскрустс» выражал как ярко антисемитские, так и антинемецкие взгляды, выступал против созданной в Латвии, согласно Конституции 1922 года, парламентской демократии. Он также выражал симпатии Бенито Муссолини и созданному им фашистскому режиму в Италии.
С 21 августа 1932 года «Угунскрустс» издавал одноимённую еженедельную газету, выделявшуюся категоричностью суждений и не только антиеврейской, но и антинемецкой риторикой. В одной из статей газеты указывалось: «Немцы открыто, как принято у всех арийцев, говорят, что здесь снова над латышским большинством должно править немецкое меньшинство и что они должны достичь этого даже с оружием в руках. Тут у нас открытый противник, против которого нам когда-то придётся поднять оружие… Другое дело — деятельность евреев. Они не вступают и никогда не вступят, и не могут вступить в открытый поединок».
14 сентября Рижский окружной суд наложил арест на первые четыре номера газеты.
К концу года организация получила признание в среде академической молодёжи и в студенческих корпорациях. На выборах Совета Латвийского университета она получила одно место из 40. Вузовская газета «Universitas», которую редактировал «вечный студент» и ярый антисемит Адольф Шилде, стала рупором «Угунскрустса».
В 1933 году количество членов организации начало стремительно расти. С нею тесно связано общество спорта и морально-физической подготовки «Tēvijas Sargs» (Страж Отчизны), активизировавшее свою деятельность в марте того же года. Обществом руководил член «Угунскрустса» профессор Юрис Плакис, оно выполняло вспомогательные функции по отношению к основной организации и также формировало в своих рядах ударные группы.
Воинственные намерения обеих организаций привлекли внимание Министерства внутренних дел Латвии, констатировавшего, что эта деятельность не соответствует зарегистрированному уставу «Угунскруста». 17 марта 1933 года Сейм принял решение закрыть «Угунскрустс» вместе с другими националистическими организациями. Однако 27 марта Рижский окружной суд частично отменил решение Сейма, закрыв только Латвийскую национал-социалистическую партию. 12 апреля суд пересмотрел своё решение и всё-таки закрыл также «Угунскрустс». Организация продолжила деятельность как Объединение латышского народа «Перконкрустс», почти полностью переняв организационную структуру, членов и националистическую идеологию своего предшественника.

### Перконкрустс
Целью «Перконкрустса» было названо создание «Латвии для латышей», в которой латыши должны стать хозяевами страны и обладать исключительной полнотой государственной власти. Сторонники организации выражали антисемитские, антилиберальные и антикапиталистические взгляды, а также призывали к борьбе за этническую чистоту латышского народа. Все члены организации имели псевдонимы и каждый проходил обряд инициации с принесением клятвы верности.
«Перконкрустс» вслед за своим предшественником требовал отменить Конституцию 1922 года и предоставить политические права только латышам.
6 января 1934 года в центре Риги в кафе на улице Бривибас произошло жестокое столкновение между перконкрустовцами и летучим отрядом рижской префектуры. После этого полиция изъяла из киосков прессы свежий номер газеты этой партии, в котором «Перконкрустс» обрушился с клеветой на членов правительства, принадлежавших к правым партиям. Густав Целминьш был арестован 8 января.
После государственного переворота и утверждения диктатуры Улманиса все политические партии были запрещены. 128 членов «Перконкрустса» были осуждены к лишению свободы на сроки от 4 месяцев до 3 лет. Лидер организации Густавс Целминьш был осуждён на 3 года, а после отбытия наказания выехал из страны в Италию, откуда устанавливал контакты с фашистами в Польше, Венгрии, Румынии, Югославии, Турции, Германии и Эстонии. В это время он уже встал на позиции открытого нацизма, написав на родину в ноябре 1938 года: «…судьба евреев в Европе решится окончательно и радикально — после укрепления новой эпохи в странах Европы не останется ни одного еврея». Целминьш вынашивал планы создания европейского фашистского альянса с центром в Швейцарии, обсуждая их со своим румынским единомышленником Кодряну и его «Железной гвардией».
«Несмотря на то, что „Перконкрустс“ практически не упоминается в литературе по фашизму, это движение исследовано детально и уже не вызывает вопросов то, что это латвийская форма национал-социализма. Немецкий историк Бьёрн Фелдер (Björn Felder) — один из немногих, кто ещё задаётся таким вопросом, считая „Перконкрустс“ родственным скорее не германскому национал-социализму, а итальянскому фашизму как источнику вдохновения, тогда как по форме организации он ближе к „Железной гвардии“ Румынии. Он отмечает, что во время немецкой оккупации Латвии во время Второй мировой войны часть „Перконкрустса“ слилась с оккупационным режимом, но другая часть выбрала путь сопротивления, исторгая из своих рядов коллаборационистов как ренегатов, сменивших верность своему фюреру Густаву Целминьшу на верность фюреру немецкому, Гитлеру. Только тех, кто присягнул Гитлеру вместо Целминьша, можно считать „латышскими национал-социалистами“, заключает Фелдер, приравнивая тем самым национал-социализм к гитлеризму», — анализирует деятельность «Перконкрустса» исследователь Мэтью Котт.

### Национал-социалисты и «Голубой орёл»[17]
В 1932 году адвокат Янис Штельмахер создал Объединённую латвийскую национал-социалистическую партию, идеи которой тесно смыкались с идеологией германских фашистов. Партия была закрыта решением Сейма от 17 марта 1933 года, однако Штельмахер тут же организовал движение «Голубой орёл» (Zilais Ērglis), которое начало агитировать за изменения в Конституции. Они предусматривали, что суверенная власть должна принадлежать только латышам, а граждане других национальностей должны быть лишены избирательных прав. Евреям проект изменений к конституции запрещал приобретать недвижимость.
Идеи «Орла» поддержала газета на русском языке «Завтра», которая начала выходить в Риге осенью 1933 года. В своём втором номере она рекламировала русскую секцию «Голубого орла». Однако редактор газеты Крастыньш уже к третьему номеру разочаровался в национал-социалистах, узнав, что к числу угнетаемых меньшинств Штельмахер относит и русских.
Затем симпатии редактора Крастыньша склонились к «Перконкрустсу». Однако после стычки с полицией в кафе в центре Риги 6 января 1934 года и он был запрещён 30 января. 2 февраля Сейм потребовал изгнать перконкрустовцев из организации айзсаргов.
В начале 1933 года национал-социалистическую немецкую партию Bewegung попытался создать молодой юрист Эрхард Крёгер (Erhard Kroeger), который в годы войны руководил айнзацгруппой СС на Украине. Но это было ответвление германского национал-социализма, а не его латышская копия.

## Диктатура Улманиса: латышская Латвия
После авторитарного переворота Карлиса Улманиса 15 мая 1934 года Густав Целминьш обвинял диктатора в том, что тот украл его лозунг «Латышская Латвия», но не имеет плана радикальной реорганизации общества. Арвед Бергс приветствовал приход «долгожданного национально-патриархального авторитарного режима». Попытки найти консенсус между Улманисом, Целминьшем и Бергсом ещё до переворота потерпели неудачу из-за слишком различных взглядов этих людей. «Перконкрустс» не собирался сотрудничать с авторитарным режимом и ушёл в подполье, хотя его штаб-квартира на улице Бруниниеку в Риге продолжала действовать, а в её окнах красовались огромные свастики. Во время ссылки Целминьша организацию возглавил врач, сторонник евгеники Эрнест Плакис, сын профессора Юриса Плакиса. Она распространяла антиулмановские листовки и старалась внедрить своих членов в вооружённые силы и парамилитарную организацию айзсаргов. Популярность фашистских идей была так велика, что даже советская интеллигенция иронизировала, что сын президента Альберта Квиесиса симпатизирует «Перконкрустсу».
16 июня 1934 года Карлис Улманис открыто заявил: «Мы много, много лет зависели от национальных меньшинств, но теперь это позади…» Национализм стал ядром политики Улманиса, направленной на обеспечение латышам ведущих ролей в политике, а затем и в экономике государства. Были национализированы и переданы в ведение Латвийского кредитного банка ряд немецких и еврейских банков, льняная мануфактура в Елгаве, текстильная фабрика Buffalo в Риге. Из рук евреев были отняты и переданы государству торговля горючим и мукой. Для импорта товаров были введены лицензии, которые выдавались в первую очередь латышским торговцам, а евреи могли приобрести их только через вторые или третьи руки по завышенной цене. Еврейские врачи потеряли места в здравоохранении. Президент Улманис недолюбливал интеллигенцию, считая себя простым крестьянином, однако он не предпринимал мер против антисемитизма в этой среде, зато прямо поддерживал рост националистических настроений среди молодёжи на селе.

### Дегерманизация
В 1935 г. 72 % промышленных предприятий Латвии принадлежало преимущественно балтийским немцам и меньше евреям, составлявшим в совокупности не более 8 % населения страны. Поэтому процесс «латышизации», по крайней мере до 1938 г., в сфере экономики развивался преимущественно в русле «дегерманизации».
Поскольку выдвинутые националистические лозунги в стране, где основная нация составляла около 70 % населения, несли в себе противоречия, наряду с политикой «латышской Латвии» в официальной пропаганде утверждалось, что «в Латвии солнце светит всем». Однако культурная автономия национальных меньшинств была существенно ограничена, были ликвидированы школьный департамент и школьные управы для национальных меньшинств под эгидой Министерства образования Латвии. Вместо них остались лишь референты с совещательными функциями, один из которых, М.Радеки (немецкие школы), к 1938 году сделал вывод, что «от школьной автономии фактически ничего не осталось».
Посланник правительства Франции Жан Трипье обращал внимание, что провозглашённая Улманисом цель переворота — воспрепятствовать приходу к власти ультраправых сил, — в реальности оказалась другой: ущемление национальных меньшинств и ликвидация оппозиции, что в глазах дипломата роднило режим латышского диктатора с национал-социалистами Германии.
После эмиграции балтийских немцев латышам достались должности, предприятия, недвижимость — 10 тысяч квартир.

### Антиеврейские проекты
В апреле 1939 года в заметках К. Улманиса появляется идея антиеврейского закона. «Жиды в прислуге. Жиды на работе. Правило: запретить принимать на работу нежидов, если не исчерпаны кадры ищущих работу жидов. Это был бы первый антижидовский закон? Приём на работу только по направлениям специальной конторы», — размышлял диктатор.
В конце 1939 года в Латвии была создана Рабочая централь, задачей которой было регулировать рынок труда и обеспечить приток работников в сельскую местность. Одним из кадровых резервов эта бюрократическая структура сочла домашнюю прислугу, которой сначала было предложено перерегистрироваться, а затем начался подсчёт её необходимого и достаточного количества в городских семьях, при этом чиновники обратили внимание, что больше всего прислугу нанимают немцы и евреи, а последние используют труд неевреев. 24 апреля Министерство финансов по вопросу домашней прислуги рекомендовало принимать во внимание «национальность работодателей (тайно, с точки зрения расовой чистоты) и их семейное положение). Хотя формально антиеврейский закон принят не был, в апреле 1940 года началась брутальная антиеврейская кампания, так называемое «Большое дело по найму слуг»: каждый день допрашивали 10-15 нелатышей, у которых работали слуги-латыши, имена допрошенных публиковали, и все они были евреи, которых называли «хорошо известными инородцами». Сообщалось, что такие дела будут переданы в прокуратуру. Это был беспрецедентный случай в латвийской юридической практике и практически антиеврейский закон, считает историк Айвар Странга.